# Morelos 3
Morelos 3 (MEXSAT-2) ist ein Kommunikationssatellit der mexikanischen Regierung. Er gehört zum Mexsat Kommunikationssatellitensystem, dass von Mexikos Secretaría de Comunicaciones y Transportes (Ministerium für Kommunikation und Transport) und vom Telecomunicaciones de México betrieben wird. 
Das Mexsat-Programm ist ein Ende-zu-Ende-Satellitenkommunikationssystem, das Kommunikationsdienste für Mobilfunkterminals über mehrere Plattformen. Das System besteht aus zwei Satelliten und zugehöriger Bodeninfrastruktur. Die Satellitendienstleistungen umfassen Bildungs- und Gesundheitsprogramme, Sprach-, Daten-, Video- und Internetdienste für ländliche Gebiete als Ergänzung zu anderen Netzwerken und es wird auch für die sichere Kommunikation der mexikanischen Regierung und des Militärs verwendet.
Morelos 3 wurde am 2. Oktober 2015 mit einer Atlas-V-Trägerrakete von der Cape Canaveral AFS in eine geostationäre Umlaufbahn gebracht.
Der dreiachsenstabilisierte Satellit ist mit Ku-Band- und L-Band-Transpondern, sowie einer 22 m L-Band- und einer 2 m Ku-Band-Antenne ausgerüstet und soll von der Position 116,8° West aus Mexiko und Zentralamerika mit Telekommunikationsdienstleistungen versorgen. Er wurde auf Basis des Satellitenbus Boeing 702 von Boeing gebaut und besitzt eine geplante Lebensdauer von 15 Jahren. Der Satellit verfügt über mehr als 120 Spotbeams.